# La Chapèla d'Alègre
La Chapelle-Bertin és un municipi francès situat al departament de l'Alt Loira i a la regió d'Alvèrnia-Roine-Alps. L'any 2007 tenia 62 habitants.

## Demografia

### Població
El 2007 la població de fet de La Chapelle-Bertin era de 62 persones. Hi havia 32 famílies de les quals 16 eren unipersonals (8 homes vivint sols i 8 dones vivint soles), 8 parelles sense fills i 8 parelles amb fills.
La població ha evolucionat segons el següent gràfic:
Habitants censats

### Habitatges
El 2007 hi havia 83 habitatges, 33 eren l'habitatge principal de la família, 39 eren segones residències i 10 estaven desocupats. Tots els 83 habitatges eren cases. Dels 33 habitatges principals, 31 estaven ocupats pels seus propietaris i 2 estaven cedits a títol gratuït; 2 tenien dues cambres, 7 en tenien tres, 9 en tenien quatre i 15 en tenien cinc o més. 19 habitatges disposaven pel capbaix d'una plaça de pàrquing. A 15 habitatges hi havia un automòbil i a 15 n'hi havia dos o més.

### Piràmide de població
La piràmide de població per edats i sexe el 2009 era:
| Homes | Edats   | Dones |
| ----- | ------- | ----- |
| 0     | 95 o +  | 0     |
| 0     | 90 a 94 | 0     |
| 0     | 85 a 89 | 4     |
| 0     | 80 a 84 | 0     |
| 4     | 75 a 79 | 4     |
| 4     | 70 a 74 | 8     |
| 8     | 65 a 69 | 8     |
| 4     | 60 a 64 | 4     |
| 4     | 55 a 59 | 4     |
| 4     | 50 a 54 | 0     |
| 0     | 45 a 49 | 0     |
| 4     | 40 a 44 | 4     |
| 0     | 35 a 39 | 0     |
| 0     | 30 a 34 | 0     |
| 0     | 25 a 29 | 0     |
| 4     | 20 a 24 | 0     |
| 0     | 15 a 19 | 0     |
| 4     | 10 a 14 | 0     |
| 0     | 5 a 9   | 0     |
| 0     | 0 a 4   | 0     |

## Economia
El 2007 la població en edat de treballar era de 37 persones, 19 eren actives i 18 eren inactives. De les 19 persones actives 17 estaven ocupades (13 homes i 4 dones) i 2 estaven aturades (1 home i 1 dona). De les 18 persones inactives 6 estaven jubilades, 1 estava estudiant i 11 estaven classificades com a «altres inactius».
Activitats econòmiques
Els 2 establiments que hi havia el 2007 eren d'empreses d'hostatgeria i restauració.
L'any 2000 a La Chapelle-Bertin hi havia 9 explotacions agrícoles que ocupaven un total de 164 hectàrees.

## Poblacions més properes
El següent diagrama mostra les poblacions més properes.